# Academia de Cine de Chile
La Academia de Cine de Chile, también conocida como Academia de las Artes Cinematográficas de Chile, es una asociación cuyos principales objetivos son «la promoción de la creación de las artes audiovisuales y cinematográficas, la valoración del cine como componente esencial de la cultura chilena, y la estimulación y fortalecimiento de la industria cinematográfica a través del intercambio de ideas y de conocimiento de los profesionales y técnicos de las artes audiovisuales».
Su número de miembros es ilimitado y sus objetivos son similares a los del resto de las academias de cine del mundo, centradas principalmente en la promoción del trabajo audiovisual.
Esta asociación es la encargada de determinar las películas que representan a Chile en los Premios Óscar (Estados Unidos), Premios Goya (España) y Premios Ariel (México); además, se ocupa de organizar la entrega de premios de la cinematografía local, conocidos como Premio Pedro Sienna.

## Historia
Fue fundada en Santiago (Chile) el 15 de junio de 2018 y su director provisorio es el productor Giancarlo Nasi. Su proceso de creación fue liderado por un grupo de profesionales de la Asociación de Productores de Cine y Televisión (APCT), que consideraba urgente promover la cinematografía dentro de Chile y sumarse a iniciativas internacionales como la Federación Iberoamericana de Academias de Cine (FIACINE), a la que Chile se integrará prontamente.
Por primera vez desde su creación, el 10 de agosto de 2020 se anunció que la Academia definirá las películas que representen a Chile en los premios Óscar, Goya y Ariel. La elección estará a cargo de más de 200 integrantes que representan la diversidad de oficios que confluyen en el trabajo audiovisual de la Academia.
El 5 de abril de 2021, se dio a conocer la primera Junta Directiva escogida desde su creación, tras la directiva inicial provisoria encabezada por Giancarlo Nasi, siendo escogidos Constanza Arena como vicepresidenta, Rebeca Gutiérrez como secretaria ejecutiva, Michelle Cervera como tesorera, y las directoras de la junta Lorena Giachino y María Elena Wood.

## Miembros fundadores de la Academia
- Miguel Asensio (productor)
- Bruno Bettati (productor)
- Silvio Caiozzi (director)
- Sergio Castilla (director)
- Paulina García (actriz)
- Gustavo Graef Marino (director)
- Francisco Hervé (director)
- Sebastián Lelio (director)

## Presidentes de la Academia
- Giancarlo Nasi Cañas (2018-2022)
- María Elena Wood (2023-presente)

## Administración actual de la Academia
Oficiales de la Academia
- Presidenta - María Elena Wood
- Vicepresidente - Gabriel Díaz
- Secretaria ejecutiva - Lorena Giachino
- Tesorero - Juan Cristóbal Hurtado
- Directora - Vivienne Barry
- Directora - Michelle Cervera
- Directora ejecutiva - Josefina Undurraga